# Steinbach 29 (Moorenweis)

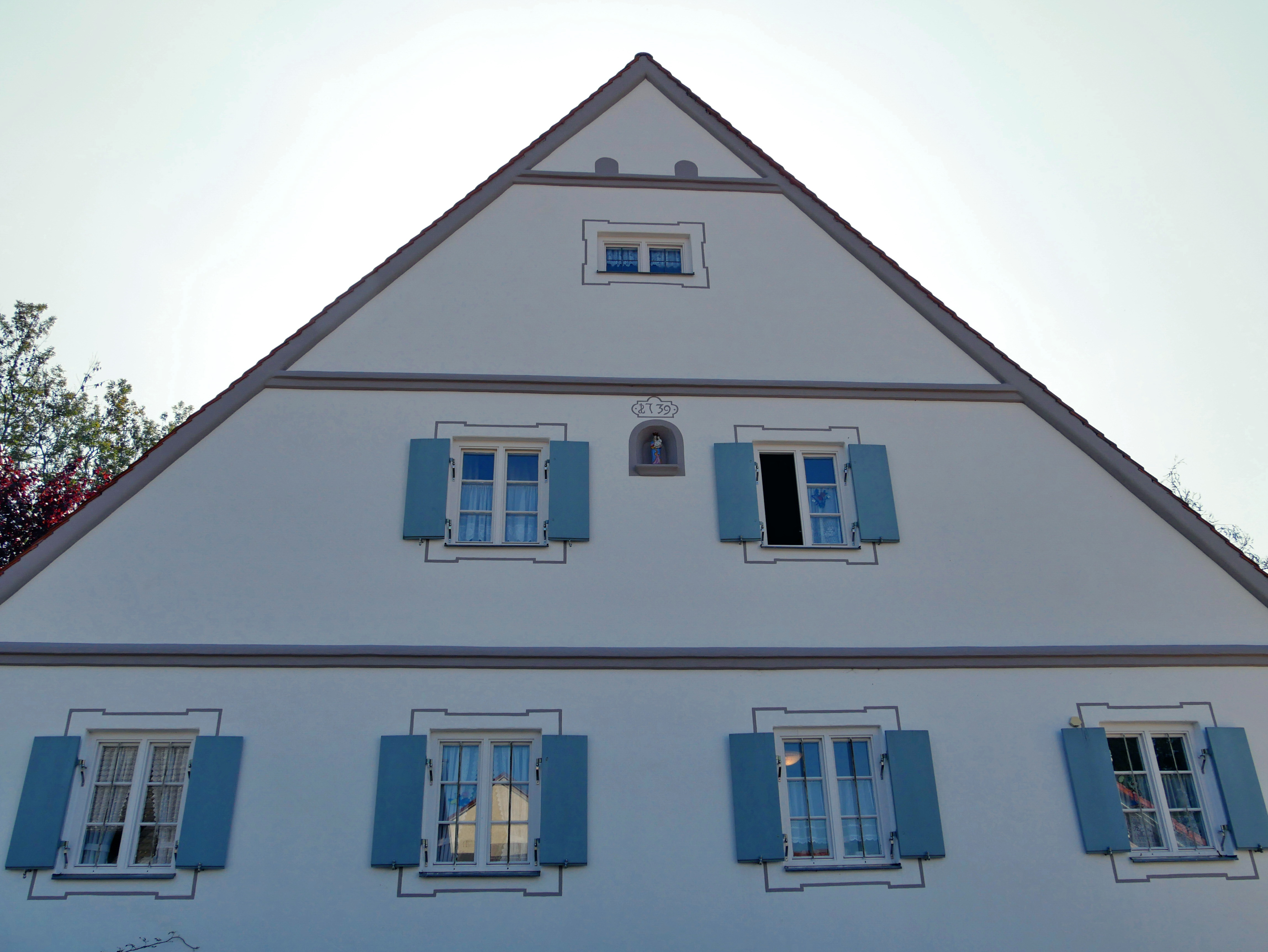
Steinbach 29

Steinbach 29 ist ein erdgeschossiges ehemaliges Bauernhaus im Ortsteil Steinbach der Gemeinde Moorenweis. Der Satteldachbau mit Putzgliederung aus dem Jahr 1739 ist unter der Nummer D-1-79-138-25 als Denkmalschutzobjekt in der Liste des Bayerischen Landesamtes für Denkmalpflege eingetragen.